# Saint-Christol-de-Rodières
Saint-Christol-de-Rodières là một xã ở tỉnh Gard. Xã này có diện tích 8,07 km², dân số năm 1999 là 126 người. Khu vực này có độ cao trung bình 231 mét trên mực nước biển.